# Луцій Аврелій Авіаній Сіммах
Луцій Аврелій Авіаній Сіммах (Lucius Aurelius Avianius Symmachus, д/н —376) — державний діяч часів пізньої Римської імперії. Батько відомого красномовця та політика Квінта Аврелія Сіммаха.

## Життєпис
Походив з роду Авреліїв Сіммахів. Син Аврелія Валерія Тулліана Сіммаха, консула 330 року. Здобув гарну освіту. Амміан Марцеллін називає його «одним з найосвіченіших і найкращих людей свого часу». У 340–350 роках стає префектом Аннони. У 351 році призначається міським вікарієм Риму. Після цього увійшов до колегії понтифіків. У 351 році стає жерцем колегії квіндецемвірів.
У 361 році вирушив до Антіохії, де зустрічався з Лібанієм та імператором Констанцієм II. Можливо виконував якесь завдання римського сенату. У 364–365 роках був міським префектом Риму. У 367 році його будинок було спалено під час заворушень плебсу. У 376 році був обираний консулом на 377 рік, проте того ж року помер, не вступивши на посаду.